# Melampophylax
Melampophylax is een geslacht van schietmotten uit de familie van de Limnephilidae. Het geslacht werd voor het eerst wetenschappelijk beschreven door Schmid in 1955.

## Soorten
Het genus bevat de volgende soorten:

- Melampophylax altuspyrenaicus L. Botosaneanu, 1994
- Melampophylax austriacus Malicky, 1990
- Melampophylax cantalicus L. Botosaneanu, 1994
- Melampophylax melampus (McLachlan, 1876)
- Melampophylax mucoreus (Hagen, 1861)
- Melampophylax nepos (McLachlan, 1880)
- Melampophylax polonicus Malicky, 1990
- Melampophylax vestinorum Moretti, 1991